# Phycoma marcellina
Phycoma marcellina là một loài bướm đêm trong họ Noctuidae.